# PGC 61611
LEDA/PGC 61611 ist eine Spiralgalaxie vom Hubble-Typ Sd im Sternbild Schlangenträger nördlich der Ekliptik und ist schätzungsweise 110 Millionen Lichtjahre von der Milchstraße entfernt. Sie gilt als Mitglied der vier Galaxien umfassenden NGC 6574-Gruppe (LGG 419).
Im selben Himmelsareal befinden sich u. a. die Galaxien NGC 6570 und NGC 6615.